# Port-à-Piment
Port-à-Piment (Haitianisch-Kreolisch Pòtapiman disid) ist eine Gemeinde im Département Sud von Haiti.

## Geschichte
Piment steht in der französischen Sprache wie im Deutschen für eine Pfefferart. Der Ort erhielt seinen Namen, da er bereits im 18. Jahrhundert ein bedeutender Umschlagplatz für dieses landestypische Produkt war.
Port-à-Piment erhielt im Jahr 1872 den Status einer eigenständigen Gemeinde.
Eine Hungersnot im Süden Haitis im Jahr 1908 führte zu gewalttätigen Kämpfen um Nahrung und zu einer Rebellion, die vom Befehlshaber der Armee im Süden, General François C. Antoine Simon, angeführt wurde. Präsident Nord Alexis ließ zur Niederschlagung der Unruhen u. a. Port-à-Piment von See aus durch Kanonenboote beschießen, was zu zahlreichen Todesopfern und schweren Zerstörungen führte.

## Lage und Beschreibung
Port-à-Piment liegt an der Küste des Karibischen Meeres. Die ländlichen Gemeindebezirke liegen in den Bergen landeinwärts. Der Nordosten des Bezirks Balais reicht bis zu dem Nationalpark Macaya.
Neben dem Ortszentrum Ville de Port-à-Piment bestehen zwei ländliche Gemeindebezirke:
1. Paricot mit Ca Rocher, Déboulayé, Désert, Desravines, Grande Passe, Mare-Jeanne, Marguérite, Mendos, Nan Dompté, Nan Poto, Nan Roche, Pernele, Saintil und Tamarin
2. Balais mit Cavalier, Cavase, Dolian, Dupin, Dussable, Fripo, Guillaume, Justable, Magasin, Nan Cadet, Nan Zilé, Pénitence, Philippeaux, Policard, Potu, Raton und  Valmor

Die Küstenstraße Route Départementale RD-25 führt durch die Gemeinde. In rund 61 Kilometern Entfernung ist im Osten Les Cayes zu erreichen, wo die Route Nationale 2 (RN-2) verläuft.
Westlich der Ville de Port-à-Piment mündet ein Bergbach in das Meer, der bei Starkregenfällen tropischer Wirbelstürme eine Breite von 200 Metern annehmen kann. Entsprechend breit ist ein unfruchtbarer Geröllstreifen, der sich drei Kilometer lang vom Dorf Dolian im Bezirk Balais bis zum Strand des Karibischen Meers zieht.
Unweit des Zentrums der Gemeinde liegt der Eingang zu der Grotte Marie-Jeanne, dem ausgedehntesten Höhlensystems Haitis. Die Höhle ist ein Labyrinth aus fünf Kilometer langen Gängen, die auf fünf geologischen Ebenen gestaffelt sind. Sie ist die meistbesuchte Höhle in Haiti. Die Zahl der Touristen beträgt einige tausend pro Jahr. Die Höhle ist über einen Pfad vom Stadtzentrum aus zu erreichen.
Port-à-Piment ist eine der wenigen Gemeinden in Haiti, in der die traditionelle Form kooperativer, gemeinschaftlicher Arbeit gepflegt wird.

## Persönlichkeiten
- Wilde-Donald Guerrier (* 1992), Fußballspieler